# Notoplusia oyapoca
Notoplusia oyapoca är en fjärilsart som beskrevs av William Schaus 1923. Notoplusia oyapoca ingår i släktet Notoplusia och familjen tandspinnare. Inga underarter finns listade i Catalogue of Life.